# Actividades de mantenimiento
Las actividades de mantenimiento son un concepto desarrollado fundamentalmente desde la arqueología de género para hacer referencia a aquellas actividades y labores que, colectivamente, facilitan la supervivencia de las sociedades y se desarrollan dentro del marco de la vida cotidiana, así como garantizan la reproducción del sistema económico de cualquier sociedad. Están relacionadas con el mantenimiento y cuidado de los miembros de una comunidad y el reemplazo generacional, así como con la producción de todos los útiles requeridos para ello, y en conjunto afianzan los vínculos básicos que mantienen la cohesión grupal -además de ser impulsoras de innovaciones y cambios profundos que a menudo no han sido reconocidos ni valorados-. Algunas de ellas son el cuidado, la salud, la socialización, la producción culinaria o la producción textil.
Al ser necesarias para la misma pervivencia del grupo humano, son las únicas actividades productivas que podemos considerar transversales tanto en el tiempo como en el espacio, y debido al mismo motivo son iguales entre las distintas comunidades en cuanto a los objetivos que persiguen. Su escala temporal es la cotidianidad y la microescala.

## Origen
En el año 1983 aparecen varios usos del término "actividades de mantenimiento". Aunque no todas tomasen en consideración las cuestiones de género, este concepto está profundamente ligado a un análisis feminista de, entre otros, el registro arqueológico y la cultura material como elementos básicos explicativos de procesos prehistóricos e históricos; el cual puede ser enmarcado dentro de la arqueología de género. Hoy en día, su uso se comprende como parte de un proceso general en la disciplina arqueológica e histórica, en el que se busca un mayor control o precisión en los posicionamientos epistemológicos o metodológicos que dan lugar a distintas hipótesis y teorías.

## Vinculación al género femenino
Si bien no existen evidencias de que las actividades de mantenimiento hayan sido universalmente realizadas por las mujeres en sociedades pasadas, sí es frecuente que estas sean atribuidas a ellas de forma sistemática. Esta consideración de las actividades de mantenimiento como trabajo femenino ha sido señalada por las principales voces de la arqueología de género como producto de un sesgo patriarcal presente en la producción académica consistente en "proyectar nociones culturales concretas y contemporáneas sobre los papeles, posiciones, actividades, producciones y capacidades de hombres y mujeres en sociedades del pasado". Por esta vinculación inexorable con el género femenino han sido tradicionalmente ignoradas, además de por entenderse erróneamente que son actividades estáticas e inalterables en el tiempo y el espacio. La falta de herramientas metodológicas para analizar rigurosamente esta dimensión de la producción también ha condicionado el estudio de las mismas.  